# U vremenu horoskopa
U vremenu horoskopa je album skupine Atomsko sklonište objavljen 1980. godine.

## Popis pjesama
1. Ne želim da te izgubim
2. Novi karijerista
3. Da li je dozvoljeno razgledanje vašeg vrta
4. Čedna gradska lica
5. U vremenu horoskopa
6. Želja za željom
7. Nešto nam holivudski reci
8. Čuvaj se čistunaca i ljudi bez mana
9. Generacija sretnika
10. Gazi opet čizma

## Članovi grupe
- Sergio Blažić Đoser, vokalni solista
- Bruno Langer, bas-gitara i vokal
- Dragan Gužvan, gitara
- Saša Dadić, bubnjevi
- Boško B. Obradović, recitacija